# Dendromus mystacalis
Dendromus mystacalis är en däggdjursart som beskrevs av Theodor von Heuglin 1863. Dendromus mystacalis ingår i släktet Dendromus och familjen Nesomyidae. IUCN kategoriserar arten globalt som livskraftig. Inga underarter finns listade i Catalogue of Life. Det svenska trivialnamnet klättermus förekommer för arten.
Arten når en kroppslängd (huvud och bål) av 4,7 till 8,0 cm, en svanslängd av 6,4 till 10,1 cm och en vikt av 4 till 11 g. Bakfötterna är 1,4 till 2,0 cm långa och öronen är 0,7 till 1,8 cm stora. De flesta exemplar har kastanjebrun päls på ovansidan och vitaktig päls på undersidan men det finns även populationer med mer gråaktig päls. Hos brunaktiga exemplar kan en mer eller mindre tydlig (ibland avbruten) mörk strimma förekomma på ryggens topp. Vid framtassen är tummen och lillfingret förminskad och de andra fingrarna är utrustade med långa klor. Även den första tån vid bakfoten är kort men den femte tån är lika lång som de andra tårna och den är motsättlig. Hos Dendromus mystacalis är svansens ovansida mörkare än undersidan.
Denna gnagare förekommer med flera från varandra skilda populationer i östra och södra Afrika. Utbredningsområdet sträcker sig från Etiopien till Angola och Sydafrika. Arten vistas i låglandet och i bergstrakter upp till 1500 meter över havet. Habitatet utgörs av savanner och gräsmarker.
Dendromus mystacalis är aktiv på natten och den går på marken eller klättrar i den låga växtligheten som gräs och buskar. Antagligen lever individerna i par och de registrerades även under födosöket tillsammans. Arten äter gröna växtdelar, frön och insekter. Paret bygger bon av gräs som placeras i den låga växtligheten. Ibland används övergivna fågelbon av vävare. Honan föder 3 till 8 ungar per kull.

## Bildgalleri

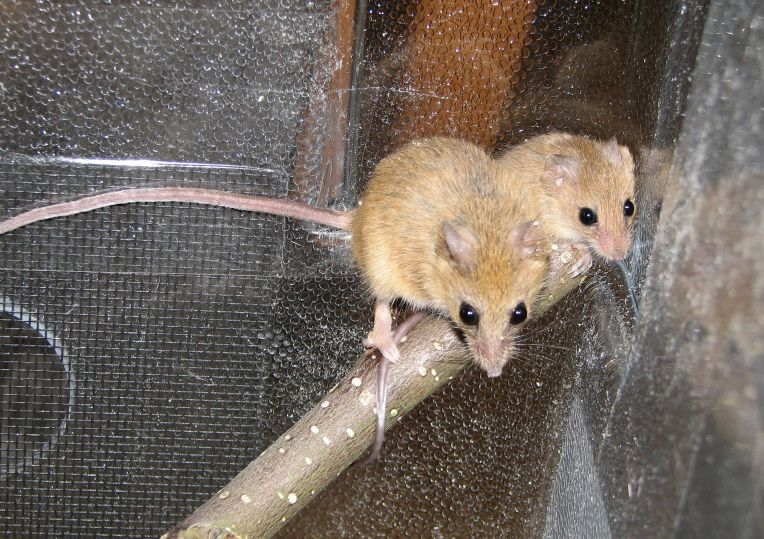
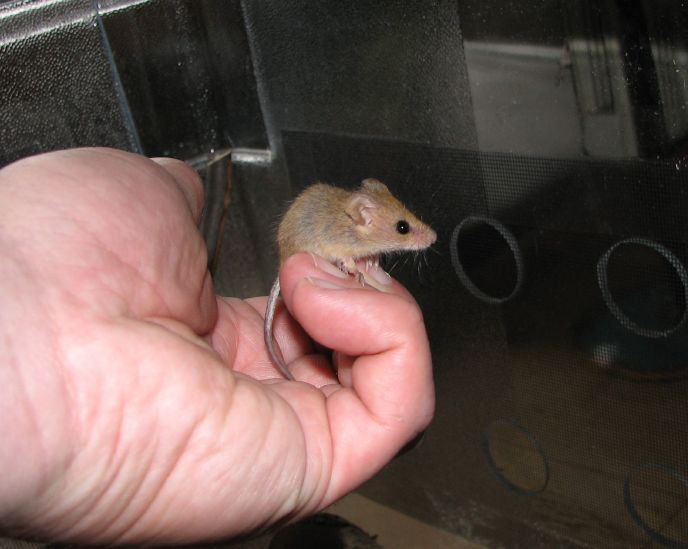